# Brandenburgia

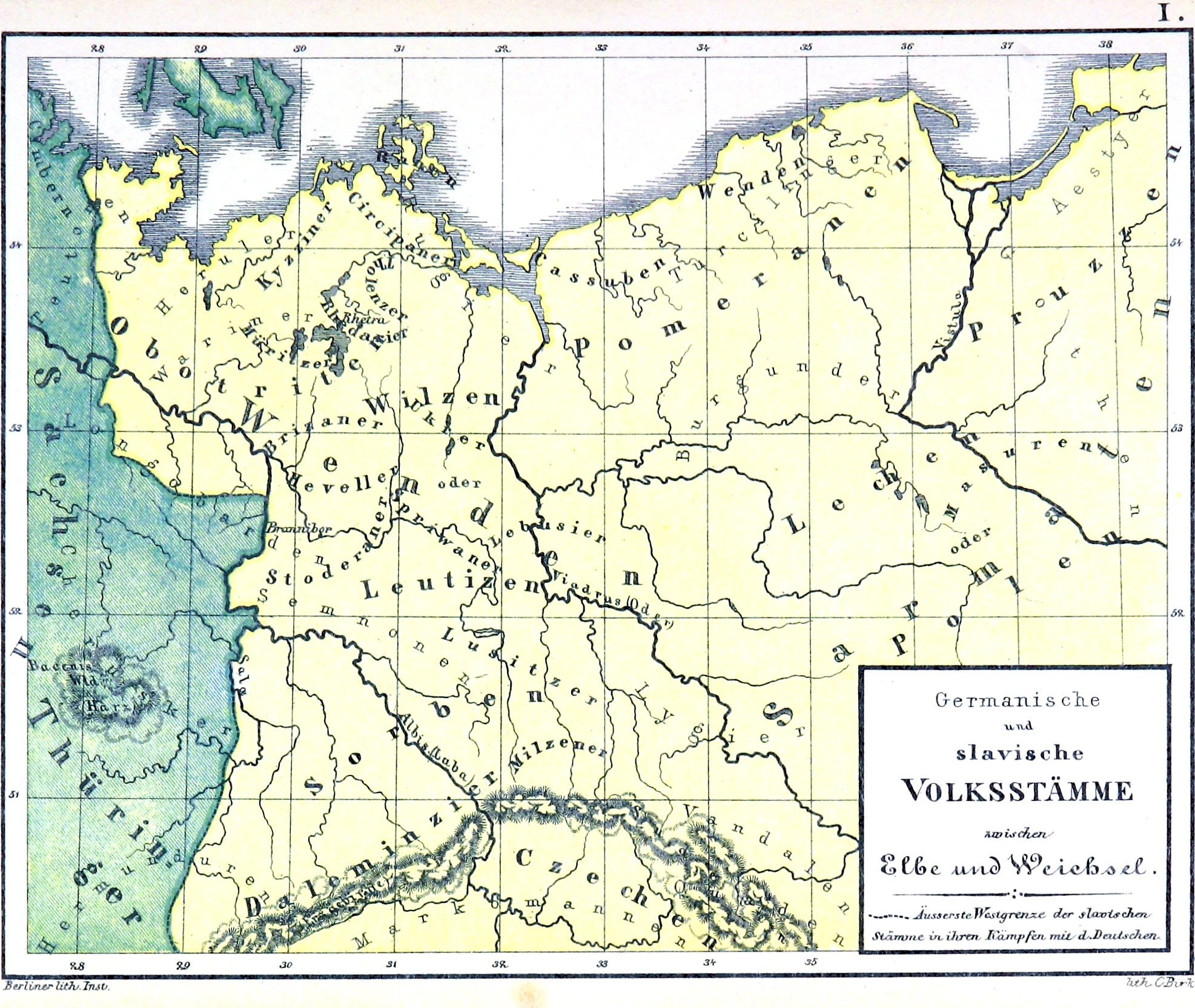
Słowianie w średniowieczu i Limes Sorabicus – granica między Germanami a Słowianami

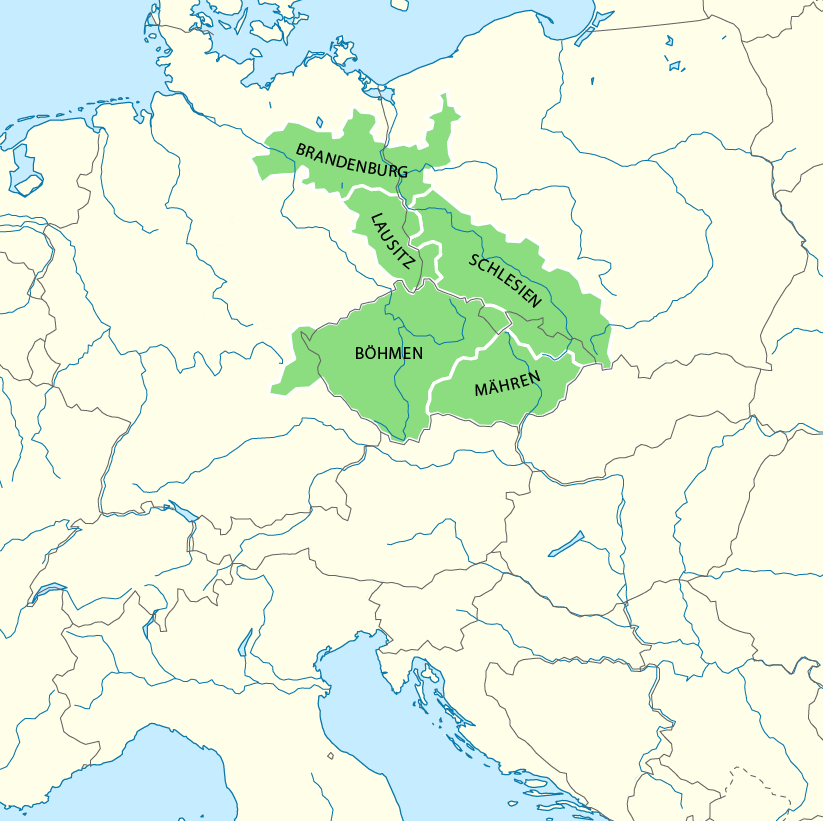
Władztwo Karola Luksemburskiego obejmowało ówczesną Brandenburgię i Łużyce Dolne

Brandenburgia (niem. Brandenburg, dolnołuż. Bramborska) – jeden z 16 krajów związkowych Niemiec. Stolicą oraz największym miastem jest Poczdam. Obecny premier Brandenburgii to Dietmar Woidke (SPD).
Obszar Brandenburgii w latach 1949–1990 wchodził w skład Niemieckiej Republiki Demokratycznej. Została odtworzona jako kraj związkowy po zjednoczeniu Niemiec w 1990 roku.

## Geografia
Powierzchnia wynosi 29 654,16 km², co czyni Brandenburgię piątym pod względem wielkości krajem związkowym w Niemczech. Brandenburgia jest położona we wschodniej części kraju i graniczy z:
- Polską (z województwami lubuskim i zachodniopomorskim) – na wschodzie

oraz krajami związkowymi:
- Meklemburgią-Pomorzem Przednim – na północy
- Saksonią – na południu
- Saksonią-Anhalt – na zachodzie
- Dolną Saksonią – na północnym zachodzie

Enklawą Brandenburgii jest miasto  Berlin, wydzielone jako osobny kraj związkowy.
Część granicy wschodniej tworzy rzeka Odra; podobną rolę na zachodzie pełni Łaba. Pozostałe ważniejsze rzeki to Sprewa i Hawela. Na południu Brandenburgii znajduje się podmokły region zwany Spreewald; jest to najbardziej na północ wysunięta część Łużyc, do dzisiaj zamieszkiwanych przez potomków pierwotnych mieszkańców tych ziem, Serbołużyczan. W tej części oprócz języka niemieckiego jest również w użyciu język dolnołużycki.
W granicach Brandenburgii znajduje się ponad 3 tys. jezior i 33 tys. km dróg wodnych. Największe jeziora, liczące ponad 10 km² powierzchni to: Schwielochsee, Scharmützelsee, Unteruckersee oraz Parsteiner See.
Lesistość Brandenburgii wynosi 37%, a dominującym gatunkiem w brandenburskich lasach jest sosna zwyczajna.

## Historia

### Słowianie połabscy oraz postępy niemieckie
Na początku X wieku ludność germańska zaczęła przemieszczać się na wschód i zdobywać tereny pomiędzy Łabą i Odrą, zamieszkiwane dotąd przez Słowian połabskich.
W 948 roku król Otton I Wielki ustanowił niemiecką kontrolę nad w większości słowiańskimi mieszkańcami tych ziem i ustanowił biskupstwa w Havelbergu (ówczesna nazwa Hobolin) i Brandenburgu. Jednak po śmierci Ottona I (973), wybuchło w 983 r. wielkie powstanie Słowian. Niemcy tracą wtedy znaczną część zdobytych terenów i zmuszeni są wycofać się na zachód od Łaby.
W 1134 r., po przeprowadzeniu skutecznej akcji przeciwko Słowianom, Marchię Północną otrzymał od cesarza Lotara III Albrecht Niedźwiedź. W 1138 r. doszło w Polsce do rozbicia dzielnicowego i w przeciągu kilkudziesięciu lat granica władztwa niemieckiego przesunęła się bardzo na wschód, w dużej mierze dzięki powiększaniu obszaru Brandenburgii i zwiększaniu tam przewagi żywiołu niemieckiego.
Kontrola Albrechta nad tym terytorium przez dziesięciolecia była tylko nominalna, ale zaangażował się on w wiele wypraw przeciwko Słowianom połabskim. Dzięki temu, a także dzięki wysiłkom dyplomatycznym, jego władza stała się w połowie stulecia bardziej rzeczywista. W 1150 r. formalnie odziedziczył on Brandenburgię po ostatnim władcy połabskim, Przybysławie, a w 1157 została ostateczne utworzona Marchia Brandenburska. Równolegle istniało słowiańskie Księstwo Kopanickie, będące lennem Polski. Albrecht i jego następcy z dynastii Askańczyków uczynili dużo dla chrystianizacji i rozwoju gospodarczego tych ziem, jednak wiązało się to z systematyczną polityką ucisku ludności słowiańskiej i jej germanizacją.
W latach 1249–1252 we władanie Marchii Brandenburskiej przeszła ziemia lubuska, będąca wcześniej częścią rozbitej dzielnicowo Polski, a w XV w. Marchia Wkrzańska kosztem Pomorza oraz Chociebuż kosztem Czech.

### Elektorat Brandenburgii
W 1320 roku wygasła brandenburska linia Askańczyków, stąd od 1323 do 1373 r. Brandenburgią władali przedstawiciele dynastii Wittelsbachów, znani bardziej jako władcy Bawarii i Palatynatu Reńskiego. W 1356 r. Brandenburgię podniesiono do rangi elektoratu, którym pozostawała do końca istnienia Świętego Cesarstwa Rzymskiego w 1806 r. Po okresie rządów Wittelsbachów, w 1373 r. władcą marchii został cesarz niemiecki Karol IV Luksemburg. Oznaczało to, że zawiązała się unia personalna między Brandenburgią a rządzonymi również przez Karola Krajami Korony Św. Wacława. Elektorat Brandenburgii nie stał się częścią Królestwa Czech i zachował swą odrębność prawną, dzięki czemu Luksemburgowie uzyskali drugi głos elektorski (pierwszy mieli z racji bycia królami Czech). Po 5 latach unia dobiegła końca na skutek śmierci cesarza w 1378 roku, w wyniku czego nowym cesarzem i królem czeskim został jego syn Wacław, elektorem brandenburskim młodszy Zygmunt. W 1415 r. marchia została podarowana (ściślej – oddana w zastaw z prawem wykupu, który nigdy nie nastąpił) przez Zygmunta, wówczas już króla niemieckiego i węgierskiego oraz namiestnika Królestwa Czeskiego, dynastii Hohenzollernów, którzy rządzili nią aż do końca I wojny światowej. W 1417 r. przeniesiono stolicę z Brandenburga nad Havelą do Berlina.
W XVI w. do Brandenburgii przyłączono państwo stanowe Ruppin i biskupstwo Havelbergu.
Brandenburgia była jednym z krajów niemieckich, który w XVI wieku (1539 r.) przyjął wyznanie reformowane. W następnym stuleciu nastąpił rozwój terytorialny kraju – w 1618 r. nastąpiło połączenie jej w unii personalnej z Księstwem Prus, pozostającym lennem Królestwa Polskiego do 1657, a w 1614 r. przyłączenie terenów położonych wzdłuż Renu. Powstałe w rezultacie państwo było niespójne i trudne do obrony, co dało się we znaki podczas wojny trzydziestoletniej.
Pomimo zniszczeń wojennych, dzięki utalentowanym władcom, Brandenburgia zdołała wyrosnąć na znaczącą potęgę militarną Europy. Pierwszym z tych władców był Fryderyk Wilhelm, zwany „Wielkim Elektorem”, który doprowadził do odbudowy i zjednoczenia kraju. Rozpoczął także rozbudowę Poczdamu w 1660 roku.

### Królestwo Prus
Po śmierci Fryderyka Wilhelma w 1688 r., władzę po nim przejął syn, również Fryderyk. W 1701 r. przyjął on tytuł króla Prus jako Fryderyk I. Odtąd Brandenburgia stała się formalnie częścią Królestwa Prus, w 1815 r. przekształconą w prowincję Brandenburgia. Nowa prowincja różniła się terytorialnie od Marchii – została pozbawiona tzw. Starej Marchii, włączonej w granice prowincji Saksonia, a uzyskała Łużyce Dolne, dotychczasowe północne ziemie Królestwa Saksonii, utracone na mocy postanowień kongresu wiedeńskiego. W efekcie w południowej części Brandenburgii w dziewiętnastu miastach można znaleźć osiemnastowieczne pocztowe słupy dystansowe, ozdobione herbami Polski i Saksonii, monogramem króla Polski oraz polską koroną królewską.

Herb I Rzeczypospolitej na wybranych zabytkach w Brandenburgii
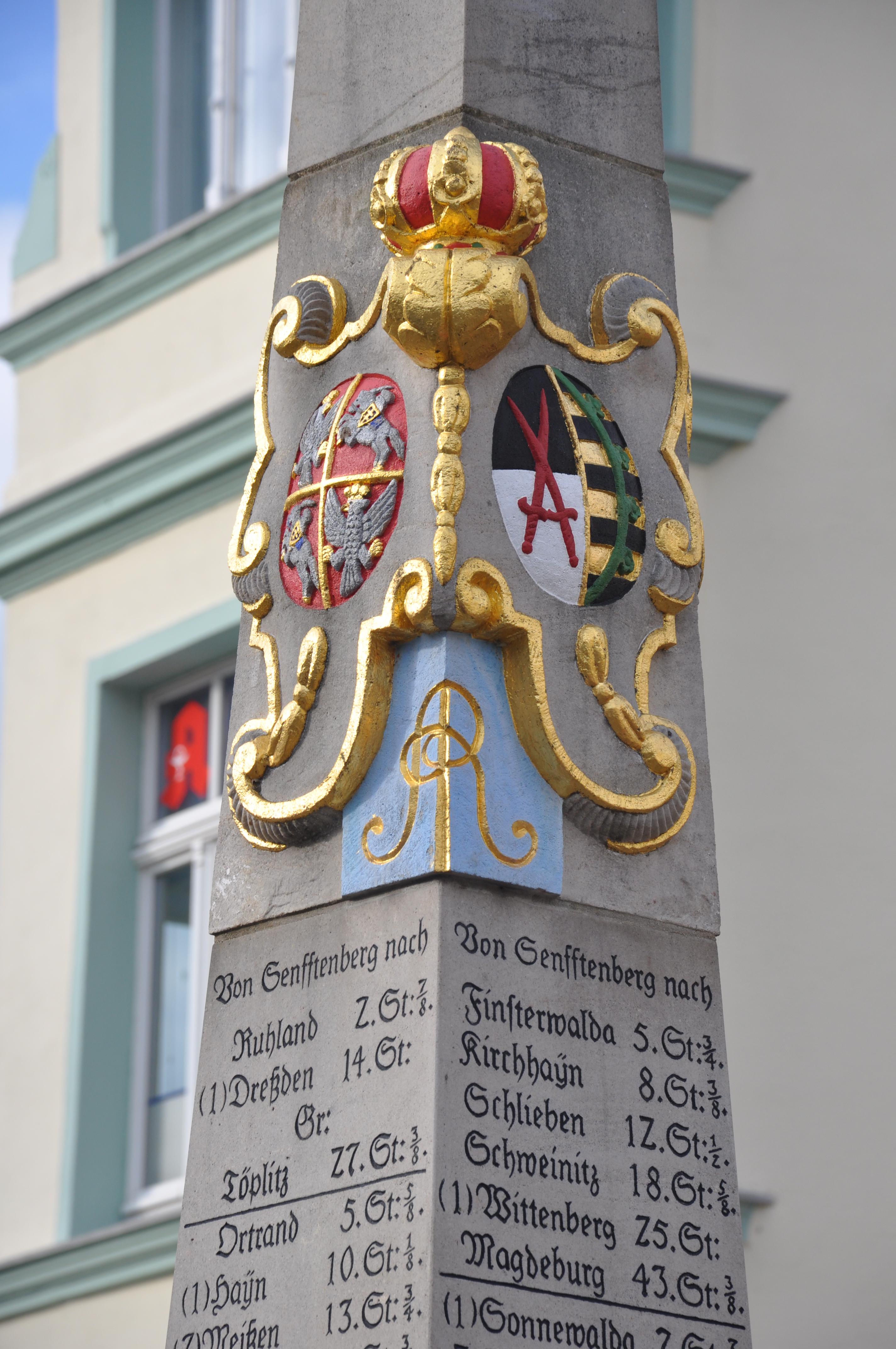
Słup dystansowy w Senftenbergu
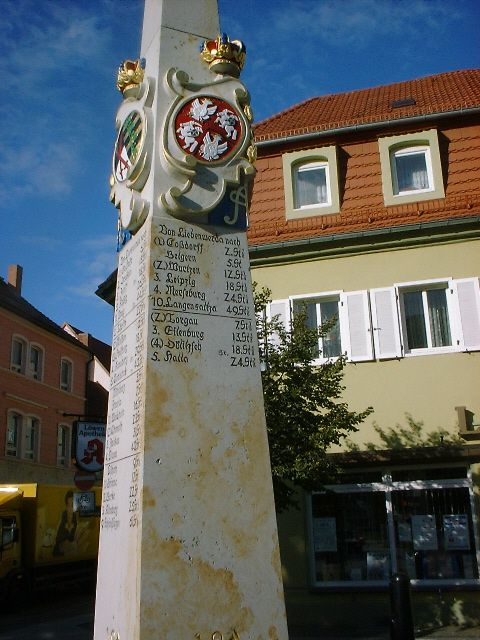
Słup dystansowy w Bad Liebenwerda
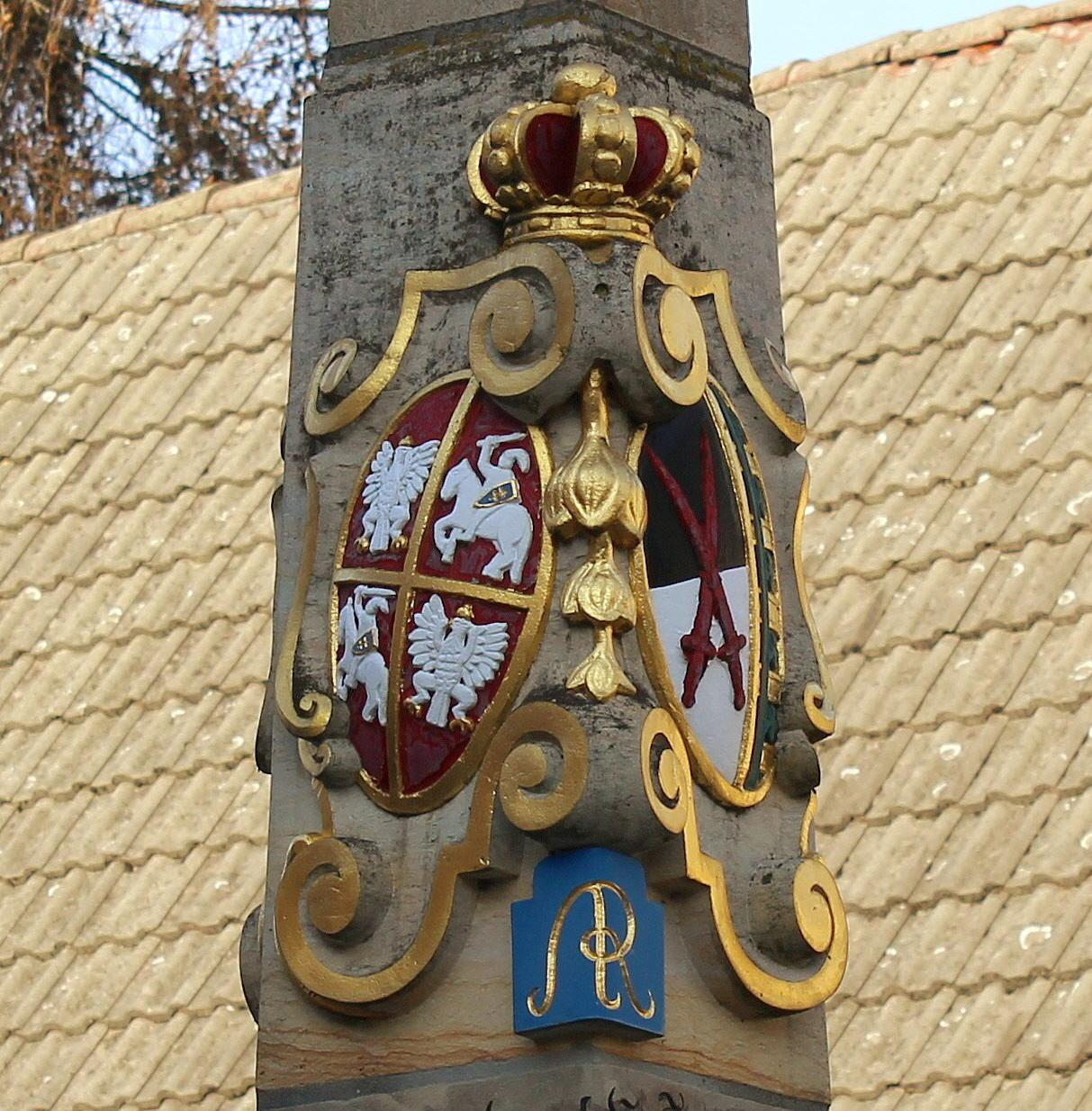
Słup dystansowy w Elsterwerdzie
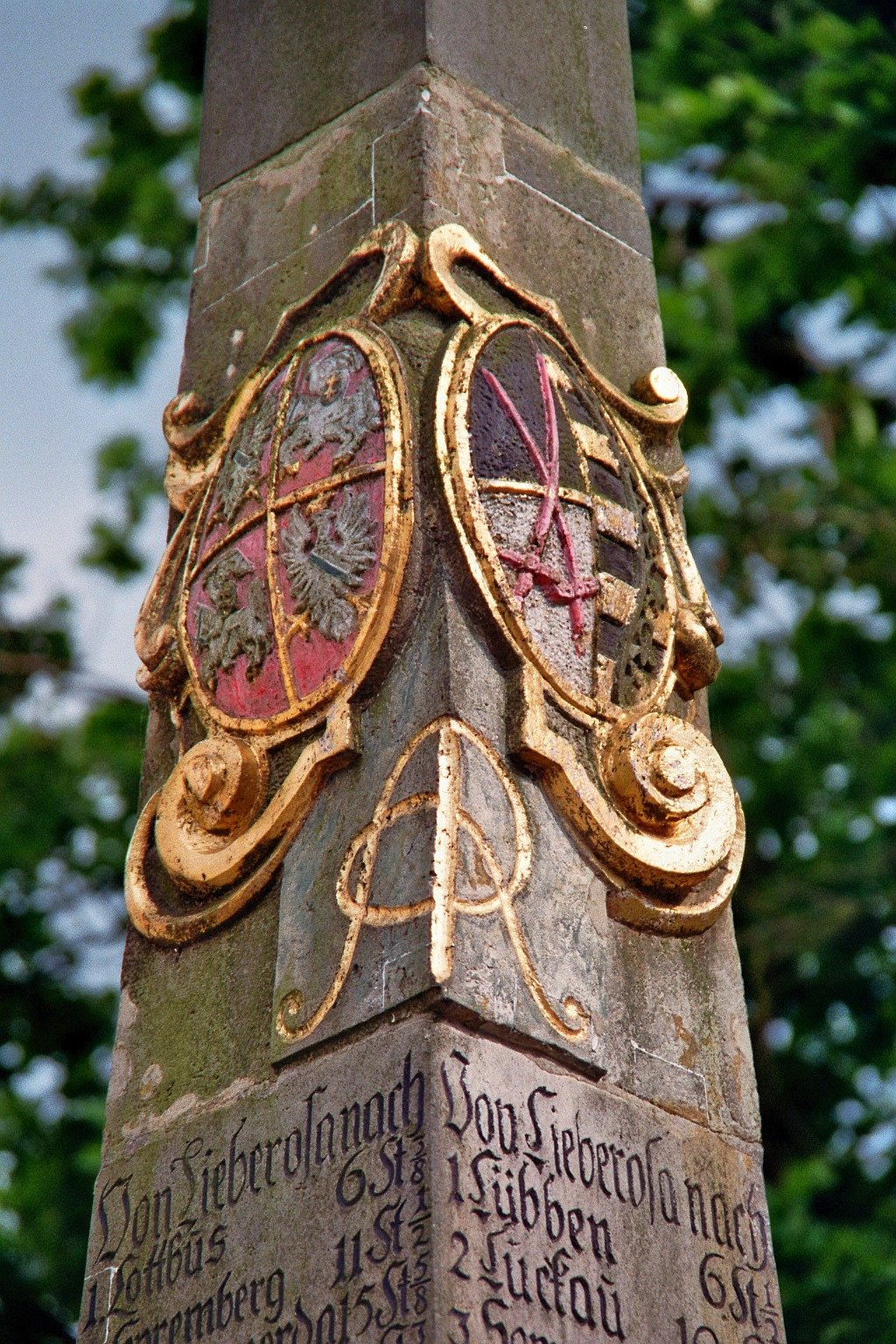
Słup dystansowy w Lieberose
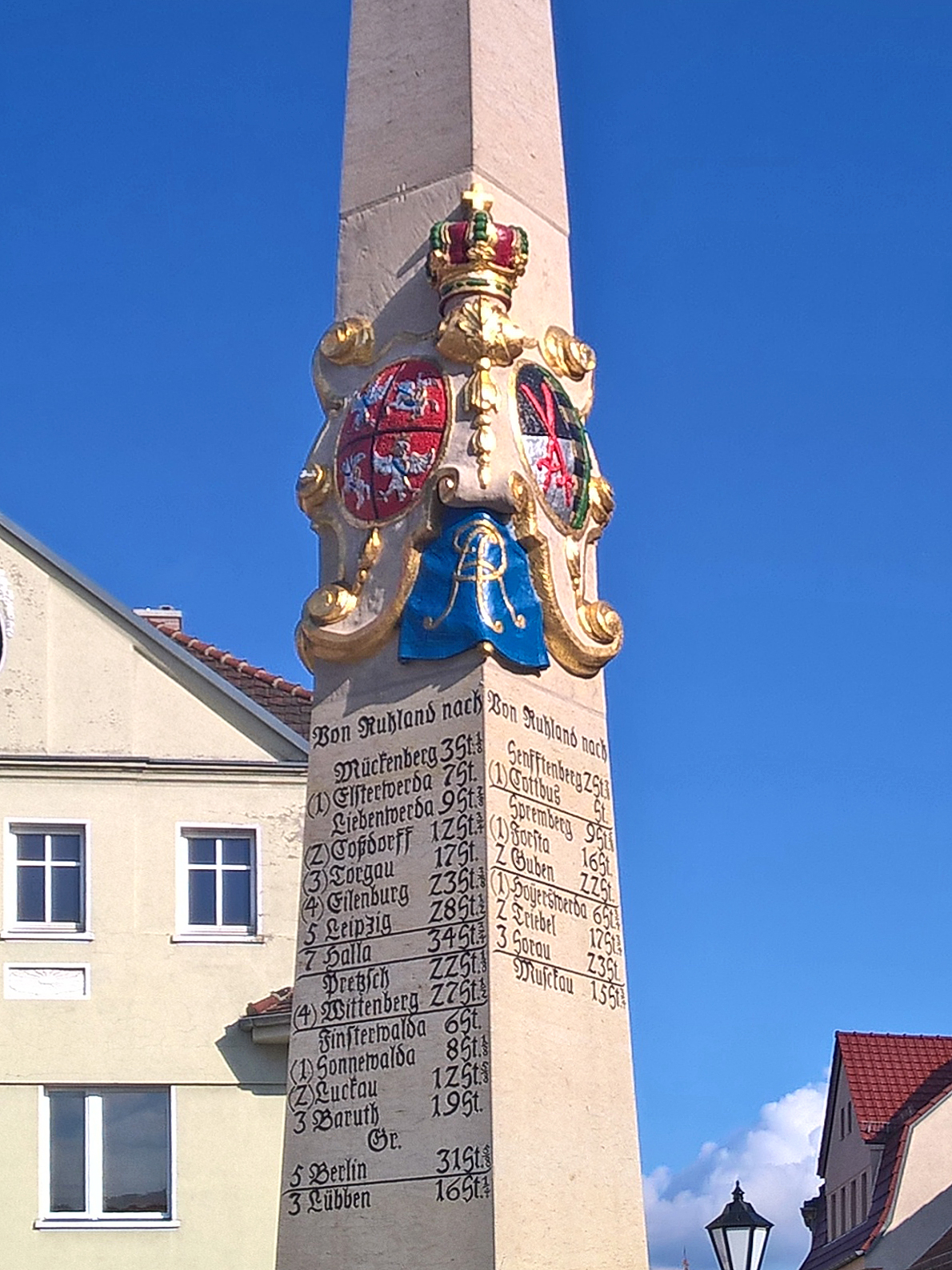
Słup dystansowy w Ruhland
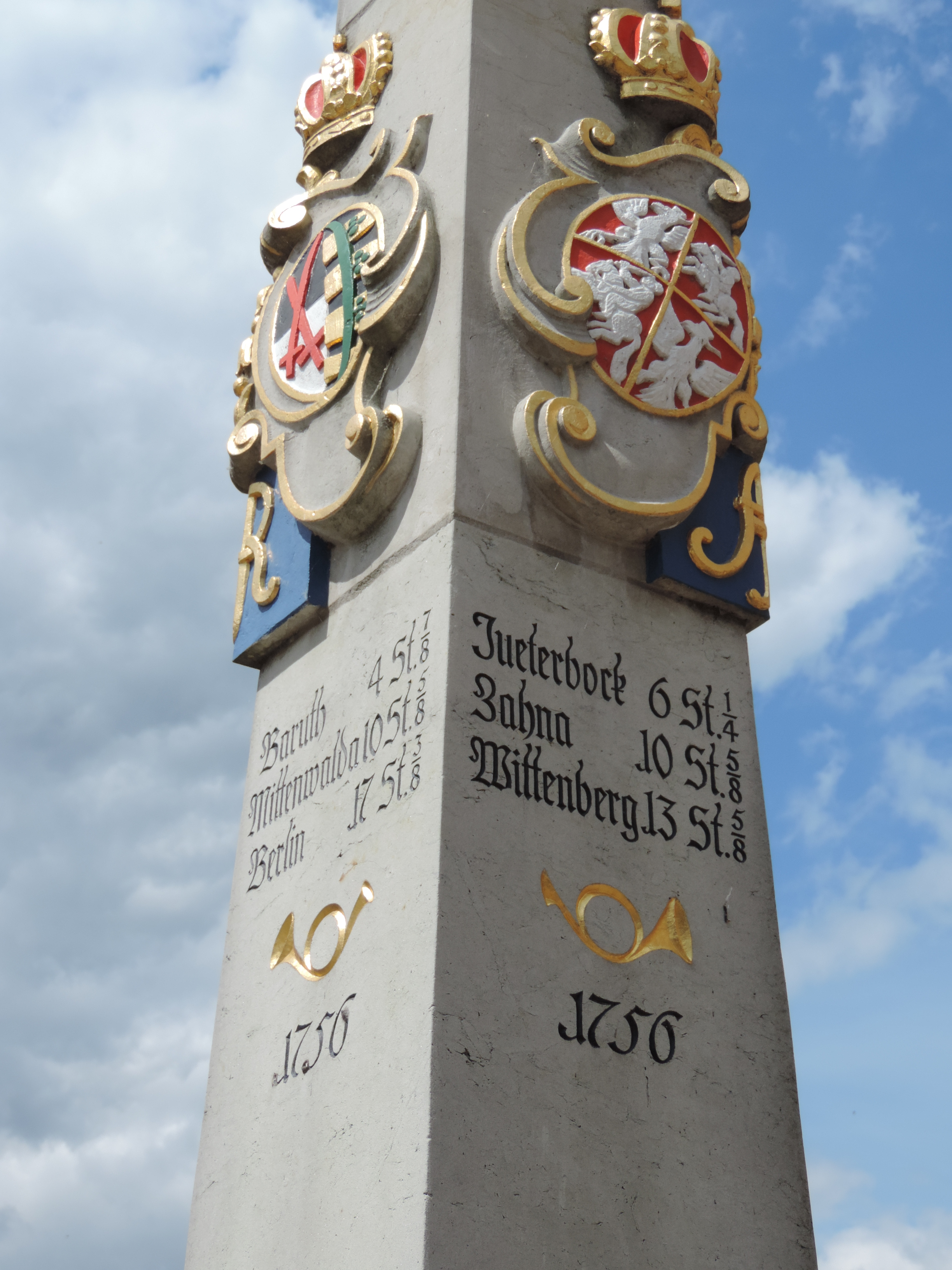
Słup dystansowy w Dahme/Mark
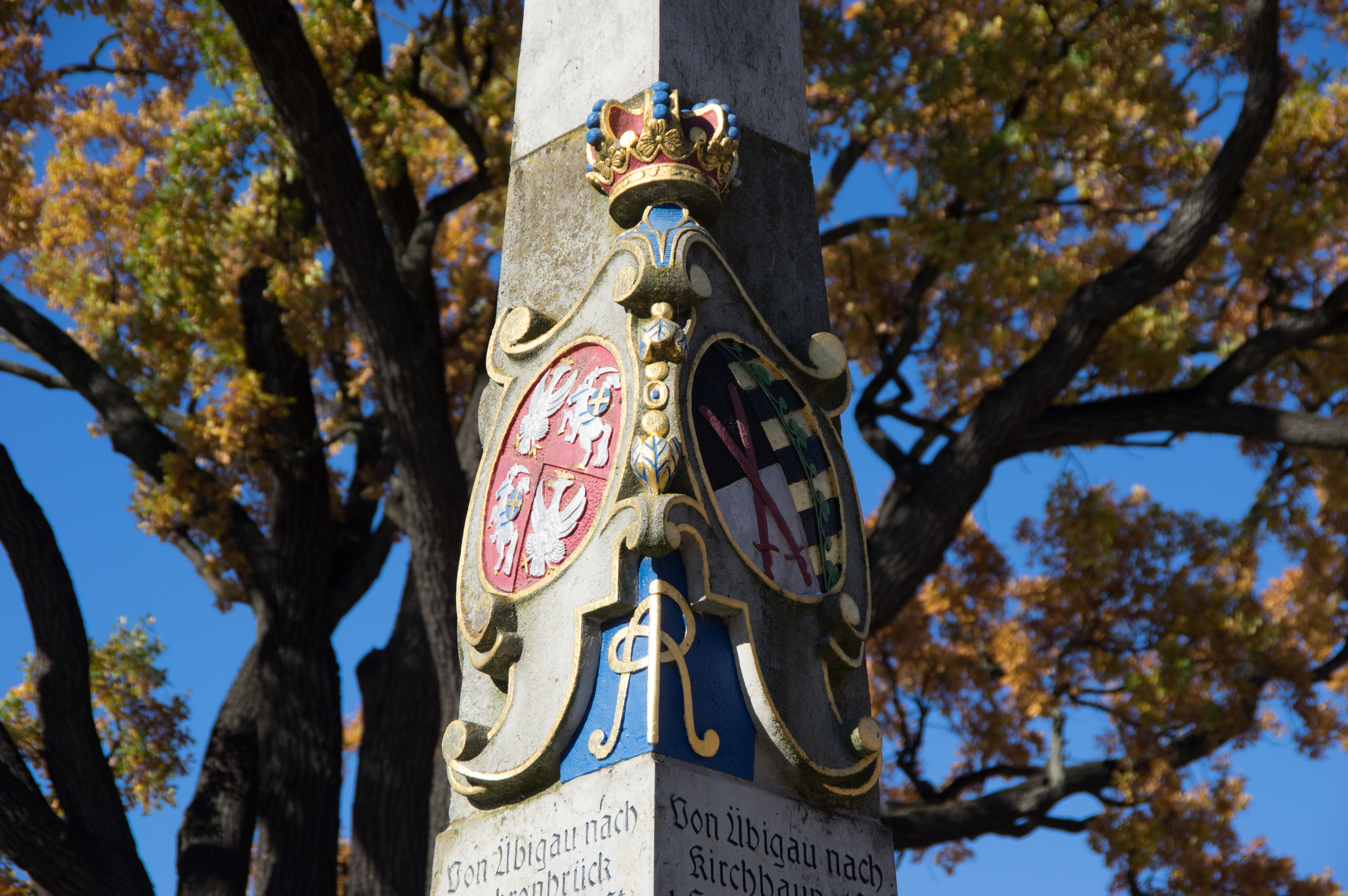
Słup dystansowy w Uebigau

Brandenburgia składała się z dwóch rejencji: poczdamskiej i frankfurckiej (Berlin stanowił wydzielony obszar Prus i nie był częścią Brandenburgii).

### Okres powojenny

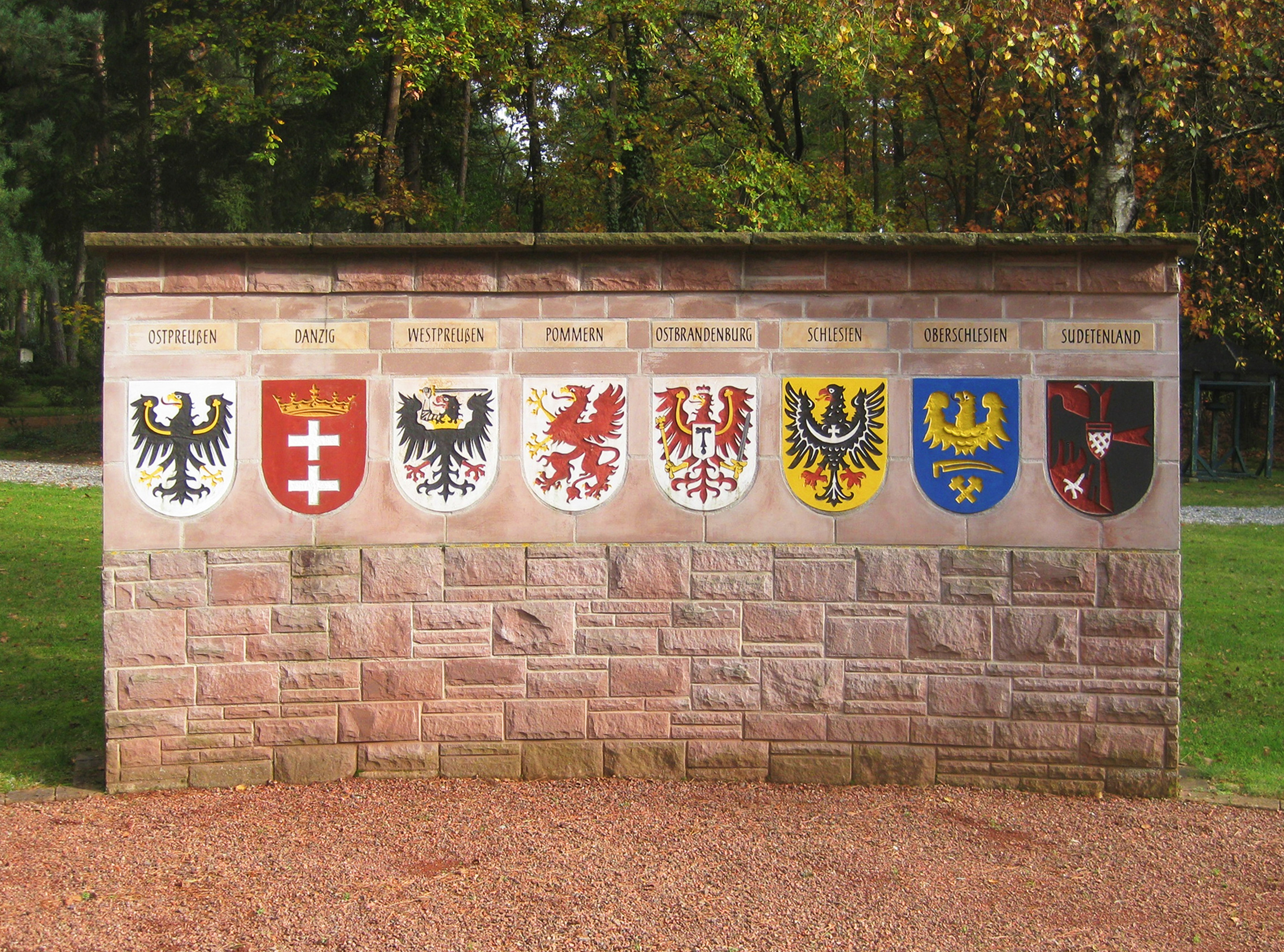
Cmentarz w Bielefeld. Herby ziem utraconych przez Niemcy po II wojnie światowej. Na rzecz Polski i ZSRR: Prusy Wschodnie, na rzecz Polski: Gdańsk, Prusy Zachodnie, Pomorze, Brandenburgia Wschodnia, Dolny Śląsk, Górny Śląsk i na rzecz Czechosłowacji: Kraj Sudetów

Po 1945 roku tereny Brandenburgii zmniejszyły się o obszary położone na wschód od Odry, tzw. Nową Marchię (Neumark) (m.in. Gorzów Wielkopolski, Słubice i Kostrzyn nad Odrą), które jako ziemię lubuską przyłączono do Polski (jednakże Lubusz pozostał w rękach niemieckich). W latach 1947–1952 istniał niezależny kraj związkowy Brandenburgia jako część sowieckiej strefy okupacyjnej, a później NRD. Został on zlikwidowany w wyniku reformy administracyjnej centralizującej władzę w NRD na wzór sowiecki podczas której ziemie brandenburskie zostały włączone do nowo powstałych wówczas okręgów Poczdam, Frankfurt, Chociebuż oraz częściowo Schwerin i Neubrandenburg.
W 1990 r. kraj związkowy Brandenburgia wskrzeszono – jego stolicą stał się jednak nie Berlin, a Poczdam. Jego granice z wyjątkiem części wschodniej kształtem są zbliżone do prowincji Brandenburgia istniejącej przed II wojną światową.
W 1995 r. władze Berlina i Brandenburgii postanowiły połączyć oba kraje związkowe (powstałby kraj związkowy Berlin-Brandenburgia), ale ten pomysł został odrzucony w referendum w 1996 r. (głosami mieszkańców Brandenburgii). Obecnie prowadzone są ponowne negocjacje nad połączeniem obu krajów związkowych (zwolennikiem tego był m.in. prezydent Berlina Klaus Wowereit). Jako uzasadnienie podkreśla się głównie argumenty finansowe oraz tradycje historyczne. Pojawiły się nawet pomysły by zjednoczony kraj związkowy nazwać Prusami.

## Ludność i miasta

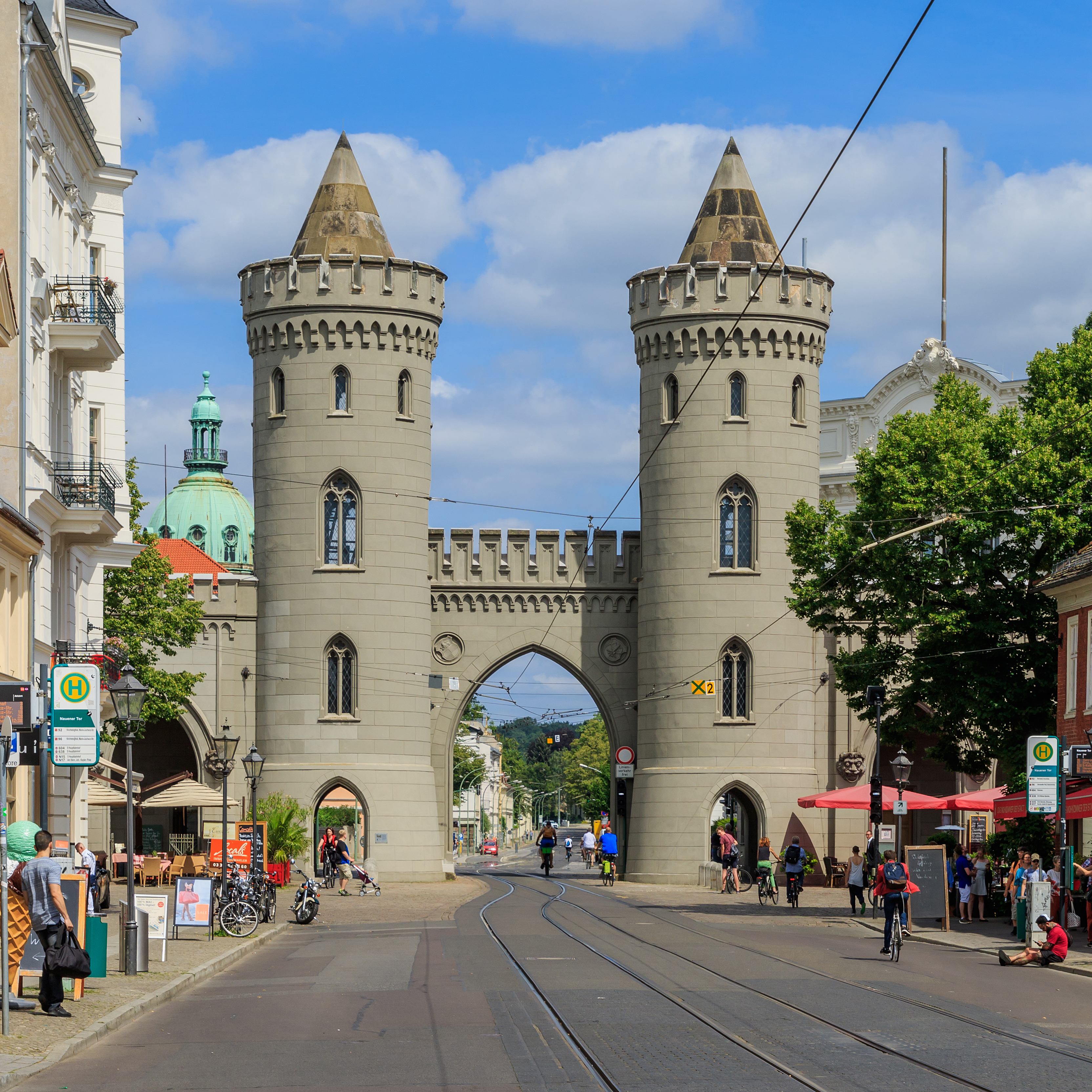
Poczdam

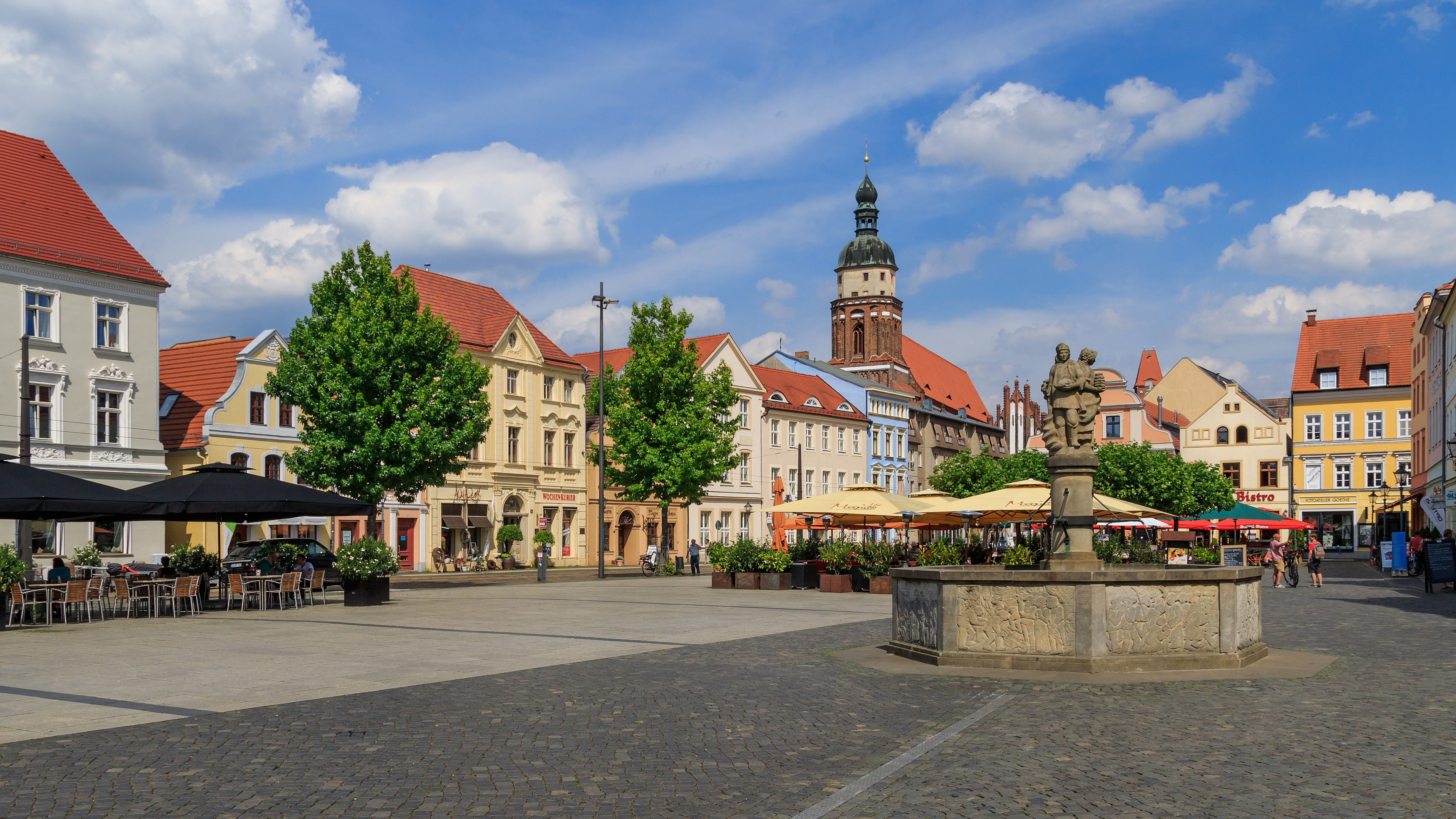
Chociebuż

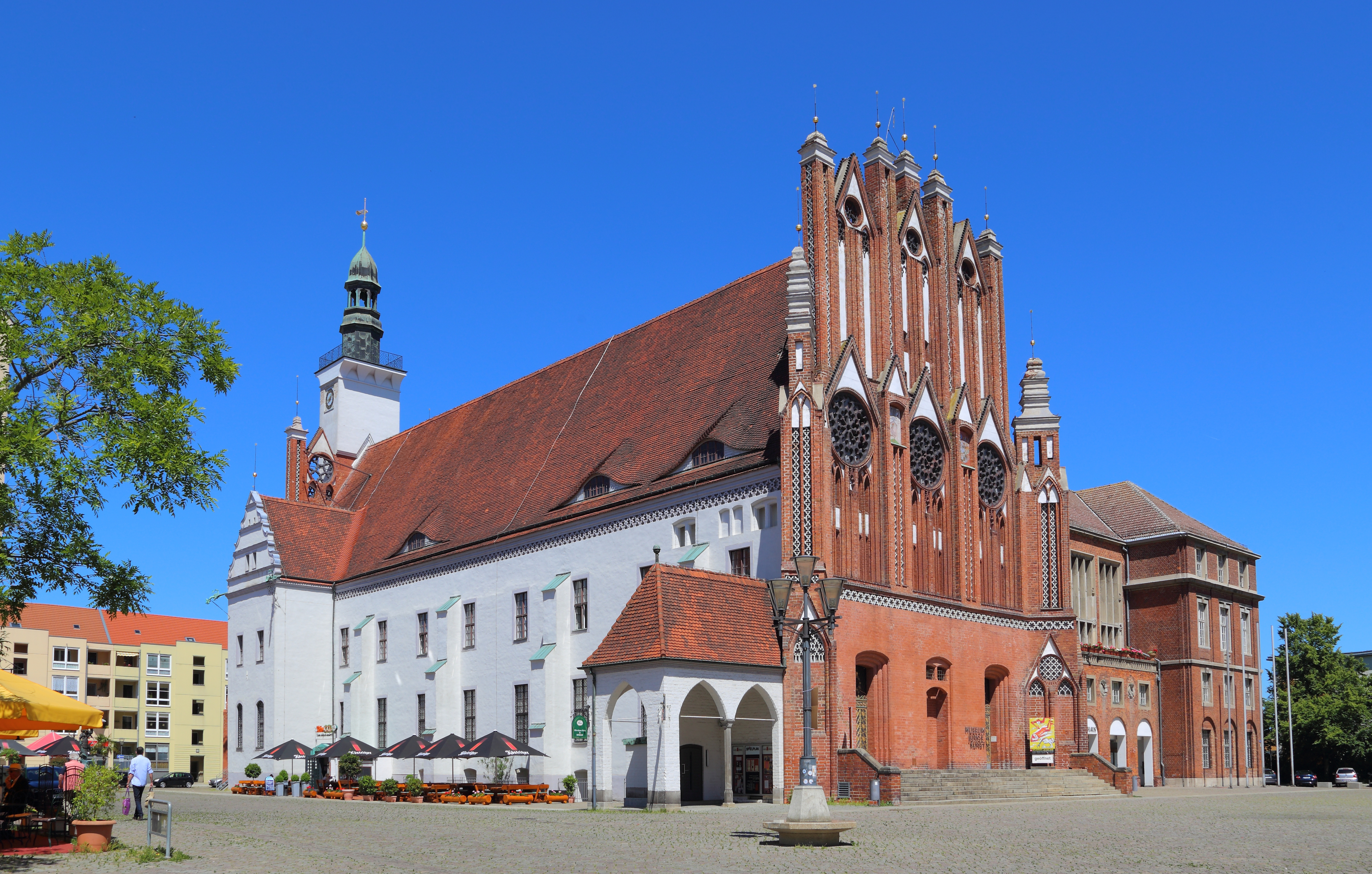
Frankfurt nad Odrą

Brandenburgia liczy około 2,5 mln mieszkańców a średnia gęstość zaludnienia jest drugą najniższą w Niemczech i wynosi 85 osób na km². Nieco ponad 1 mln mieszkańców żyje w aglomeracji berlińskiej gdzie obserwowana jest tendencja wzrostowa, jednocześnie tereny poza aglomeracją tracą mieszkańców. Jedynym dużym miastem w Brandenburgii, liczącym ponad 100 tys. mieszkańców, jest Poczdam, będący także częścią aglomeracji berlińskiej.

### Największe miasta i miejscowości
Liczba mieszkańców według spisu powszechnego na dzień 15 maja 2022:

- Poczdam (niem. Potsdam), 182 806
- Chociebuż (niem. Cottbus, dolnołuż. Chóśebuz), 93 926
- Brandenburg an der Havel, 73 552
- Frankfurt nad Odrą (niem. Frankfurt an der Oder), 55 841
- Oranienburg, 47 608
- Falkensee, 44 683
- Bernau, 43 164
- Eberswalde, 40 607
- Königs Wusterhausen, 38 400
- Schwedt, 33 578
- Fürstenwalde/Spree, 31 851
- Neuruppin, 31 421
- Blankenfelde-Mahlow, 28 970
- Ludwigsfelde, 27 667
- Teltow, 27 212
- Werder (Havel), 26 938
- Strausberg, 26 902
- Hennigsdorf, 26 679
- Hohen Neuendorf, 26 551
- Rathenow, 24 416

### Mniejszości etniczne
W południowej części kraju, na Dolnych Łużycach, zamieszkują Serbołużyczanie, a język dolnołużycki posiada status języka regionalnego. Głównym ośrodkiem kulturalnym regionu jest Chociebuż, w którym działają najważniejsze instytucje dolnołużyckich Serbów m.in. Dom Serbołużycki, Dolnołużyckie gimnazjum i Muzeum Serbołużyckie.
W 2020 r. odsetek cudzoziemców w populacji Brandenburgii wynosił 5,2%.

### Religia
Na tle całej populacji, około 14% mieszkańców Brandenburgii to protestanci należący do Niemieckiego Kościoła Ewangelickiego a niecałe 4% to katolicy. Mniejsze grupy wyznaniowe to m.in. kościół nowoapostolski czy judaizm. Większość mieszkańców jednak nie wyznaje żadnej religii.

## Podział administracyjny

Prowincja Brandenburgia, okresie od Królestwa Prus do, III Rzeszy

Powiaty Brandenburgii

Administracyjnie Brandenburgia dzieli się na czternaście powiatów i cztery miasta na prawach powiatu.

### Powiaty ziemskie i ich siedziby
1. Powiat Barnim, Eberswalde
2. Powiat Dahme-Spreewald (dolnołuż. Damna-Błota), Lubin (niem. Lübben)
3. Powiat Elbe-Elster (dolnołuż. Łobjo-Halšter), Herzberg (Elster)
4. Powiat Havelland, Rathenow
5. Powiat Märkisch-Oderland, Seelow
6. Powiat Oberhavel, Oranienburg
7. Powiat Oberspreewald-Lausitz (dolnołuż. Gorne Błota-Łužyca), Senftenberg
8. Powiat Oder-Spree (dolnołuż. Odra-Sprjewja), Beeskow
9. Powiat Ostprignitz-Ruppin, Neuruppin
10. Powiat Potsdam-Mittelmark, Bad Belzig
11. Powiat Prignitz, Perleberg
12. Powiat Spree-Neiße (dolnołuż. Sprjewja-Nysa), Forst (Lausitz)
13. Powiat Teltow-Fläming, Luckenwalde
14. Powiat Uckermark, Prenzlau

### Miasta na prawach powiatu
1. Brandenburg an der Havel (BRB)
2. Chociebuż (CB)
3. Frankfurt nad Odrą (FF)
4. Poczdam (P)

## Gospodarka

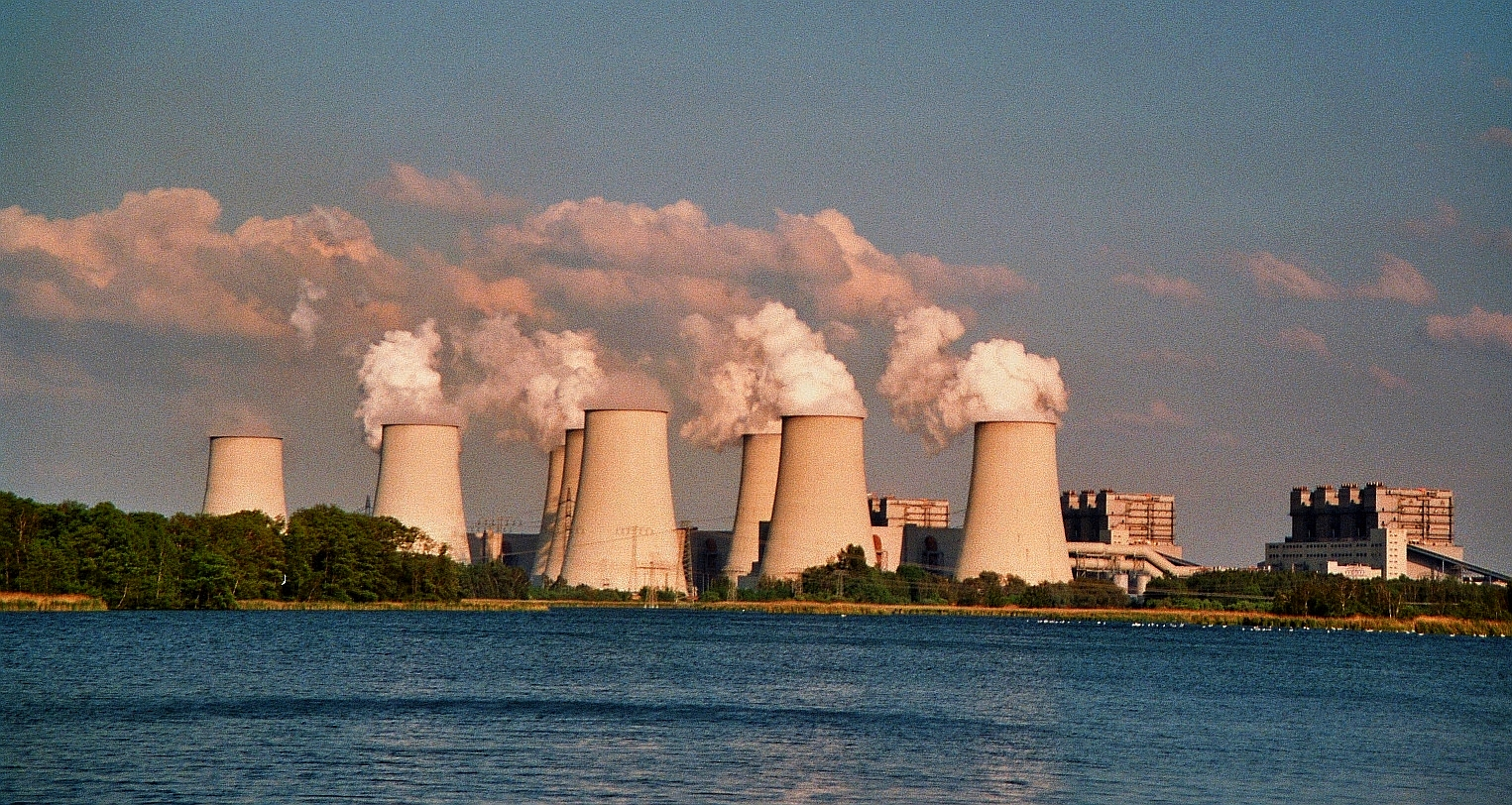
Elektrownia Jänschwalde

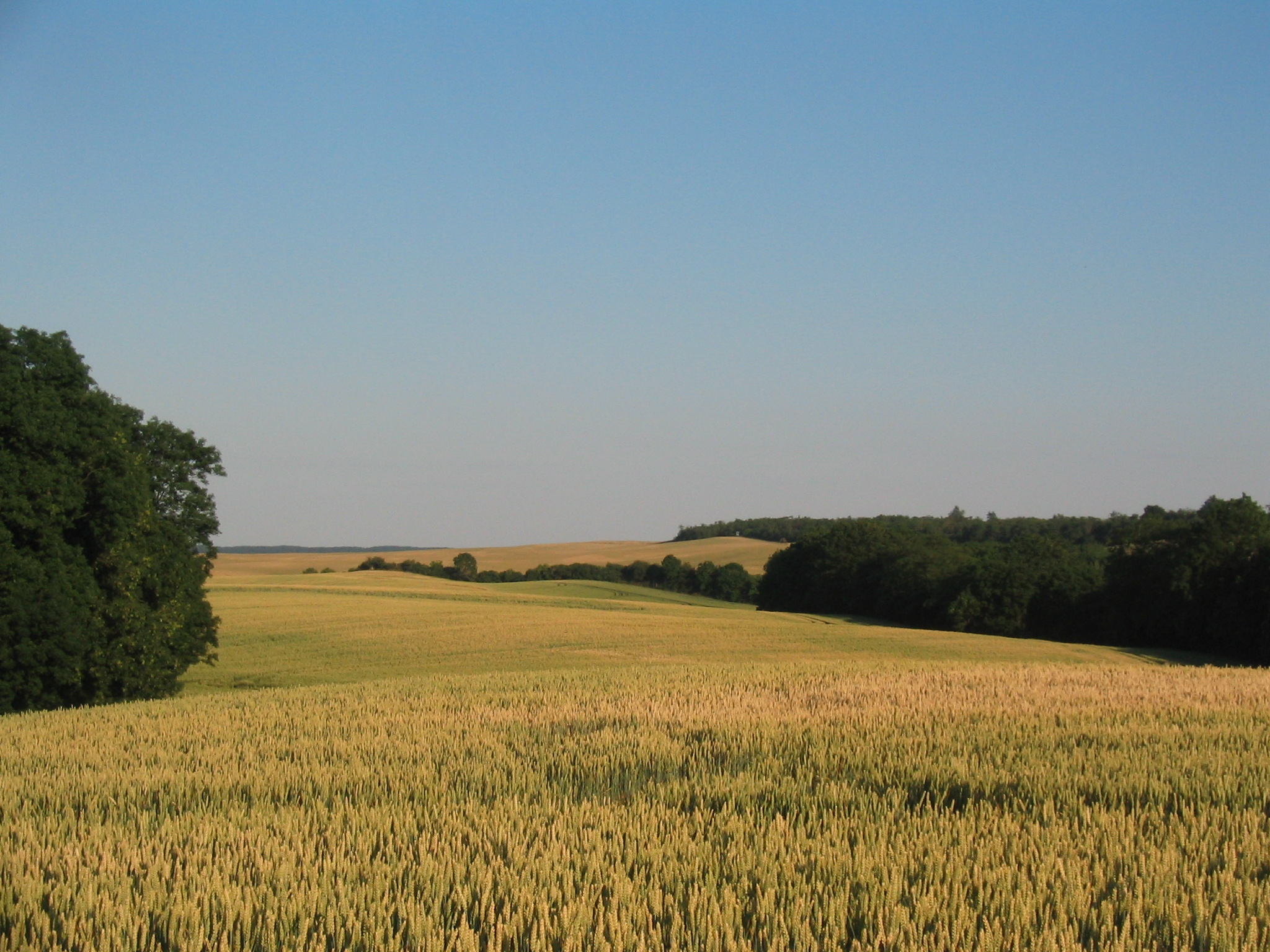
Rolniczy krajobraz w północnej Brandenburgii

Gospodarka Brandenburgii ma charakterystykę przemysłowo-rolniczą. Stopa bezrobocia w październiku 2024 r. wynosiła 6%, przy czym odnotowano spore różnice pomiędzy regionami – od 3,7% w powiecie Dahme-Spreewald do 11% w powiecie Uckermark.

### Przemysł
W okolicach Chociebuża znajduje się Łużyckie Zagłębie Węglowe gdzie wydobywany jest węgiel brunatny a położone w nim elektrownie Jänschwalde oraz Schwarze Pumpe należą do największych na terenie Niemiec. Duże zakłady przemysłowe zostały za czasów NRD ponadto wybudowane wzdłuż rzeki Odry – największe z nich to rafineria ropy naftowej w Schwedt przy rurociągu „Przyjaźń” oraz huta żelaza w Eisenhüttenstadt. Inne ośrodki przemysłowe to m.in. Brandenburg (przemysł metalurgiczny i maszynowy), Ludwigsfelde (przemysł samochodowy i lotniczy), Eberswalde (przemysł spożywczy), Fürstenwalde (przemysł oponiarski) czy Schwarzheide (przemysł chemiczny).
Po zjednoczeniu Niemiec w gospodarce Brandenburgii liczne przedsiębiorstwa przemysłowe zostały poddane procesowi restrukturyzacji lub całkowitej likwidacji. Powstały także całkowicie nowe zakłady, szczególnie w okolicach Berlina, np. pierwsza europejska fabryka amerykańskiego producenta samochodów elektrycznych Tesla czy liczne centra logistyczne.

### Rolnictwo
W rolnictwie dominuje uprawa zbóż i ziemniaków oraz hodowla bydła, trzody chlewnej i drobiu. Wokół Berlina rozwinięte jest także warzywnictwo i sadownictwo.

### Turystyka
W Brandenburgii zachowało się wiele miast z historycznym centrum otoczonym murami miejskimi i basztami. Są to: Altlandsberg, Angermünde, Bad Belzig, Beelitz, Beeskow, Brandenburg an der Havel, Dahme/Mark, Gransee, Herzberg (Elster), Jüterbog, Königs Wusterhausen, Kremmen, Kyritz, Lenzen (Elbe), Luckau, Mühlberg/Elbe, Nauen, Neuruppin, Peitz, Perleberg, Potsdam, Rheinsberg, Templin, Treuenbrietzen, Uebigau-Wahrenbrück, Werder (Havel), Wittstock/Dosse i Ziesar.

Historyczne miasta w Brandenburgii
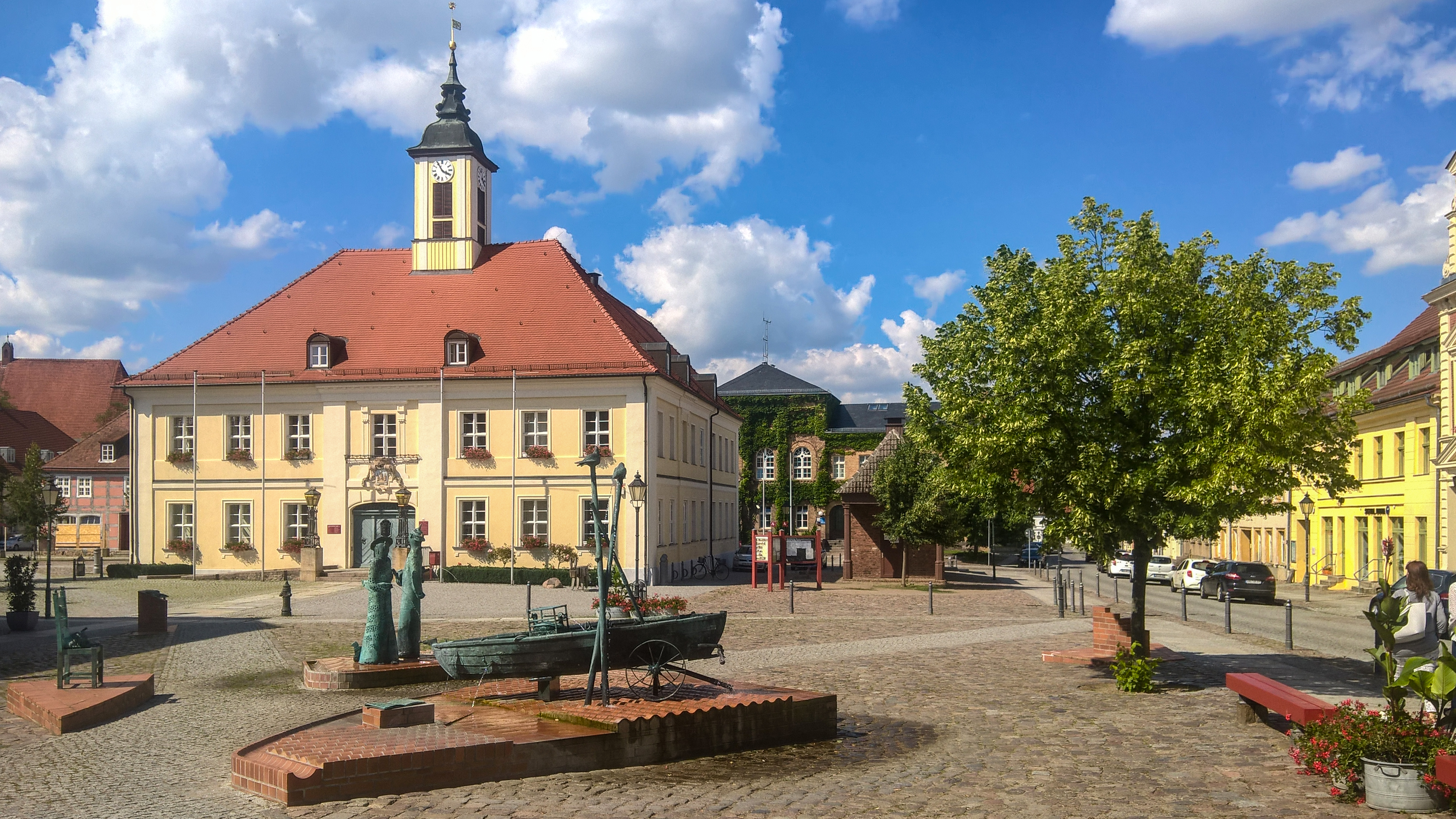
Rynek w Angermünde
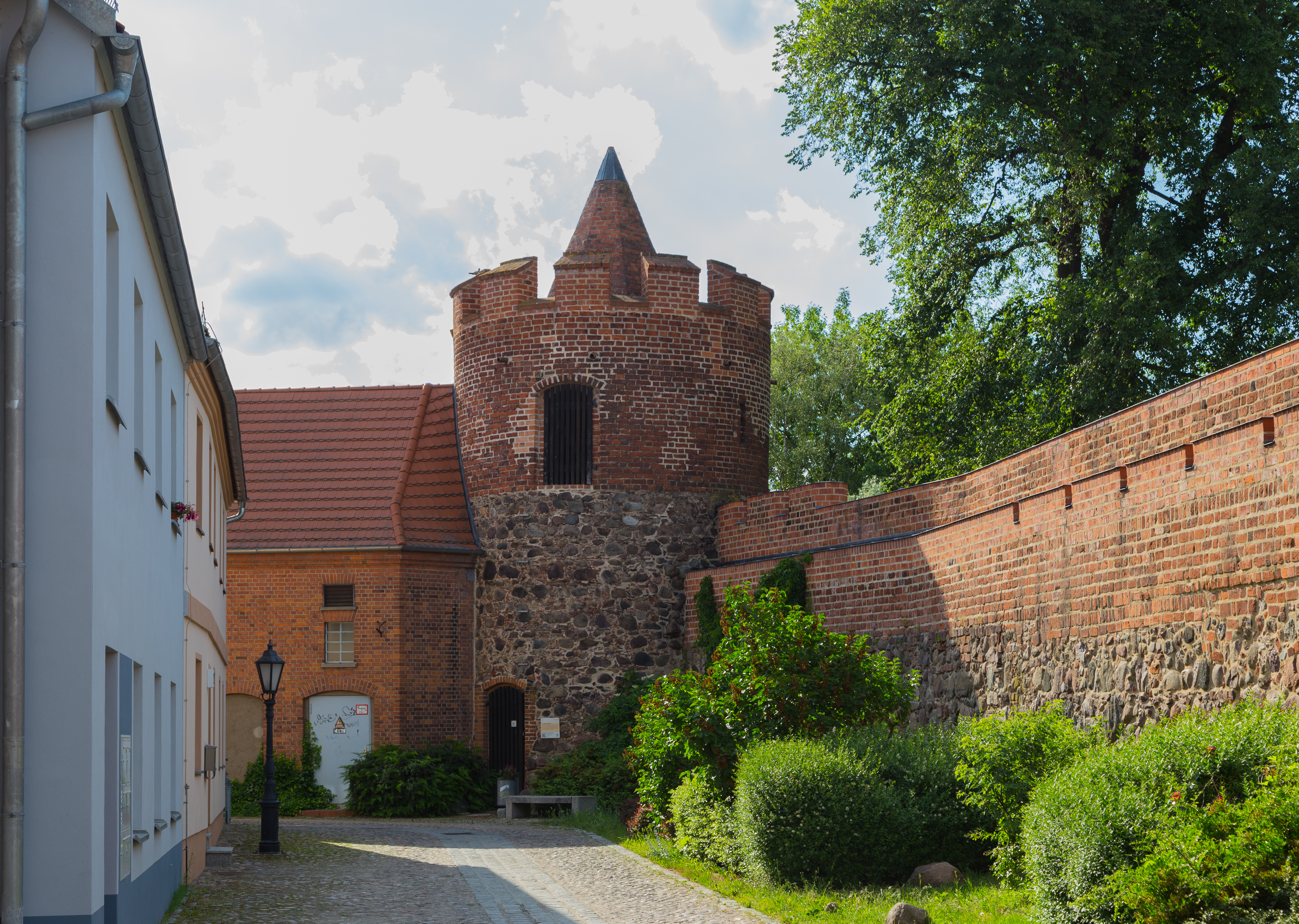
Mury miejskie w Beeskow
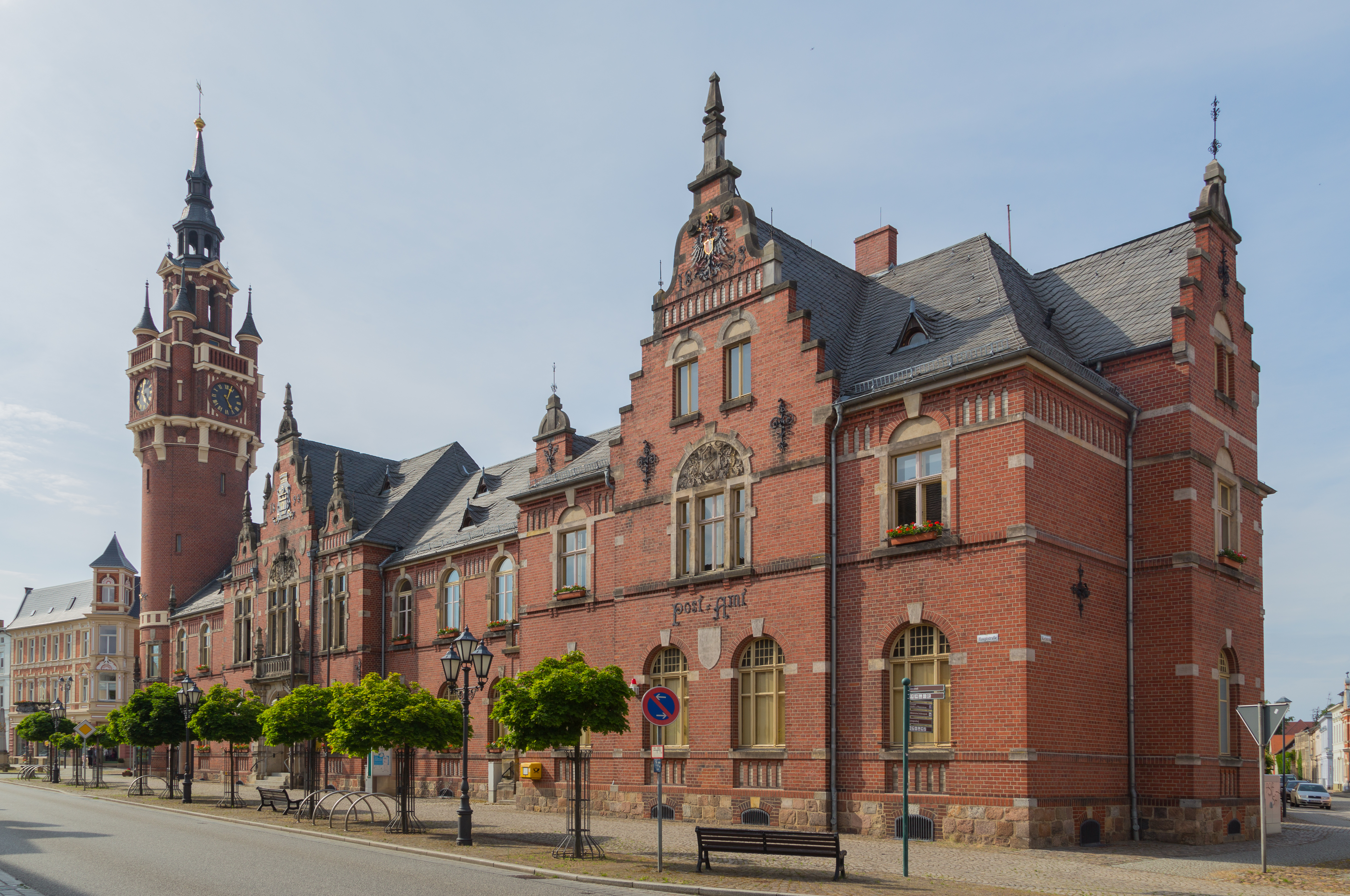
Ratusz w Dahme/Mark
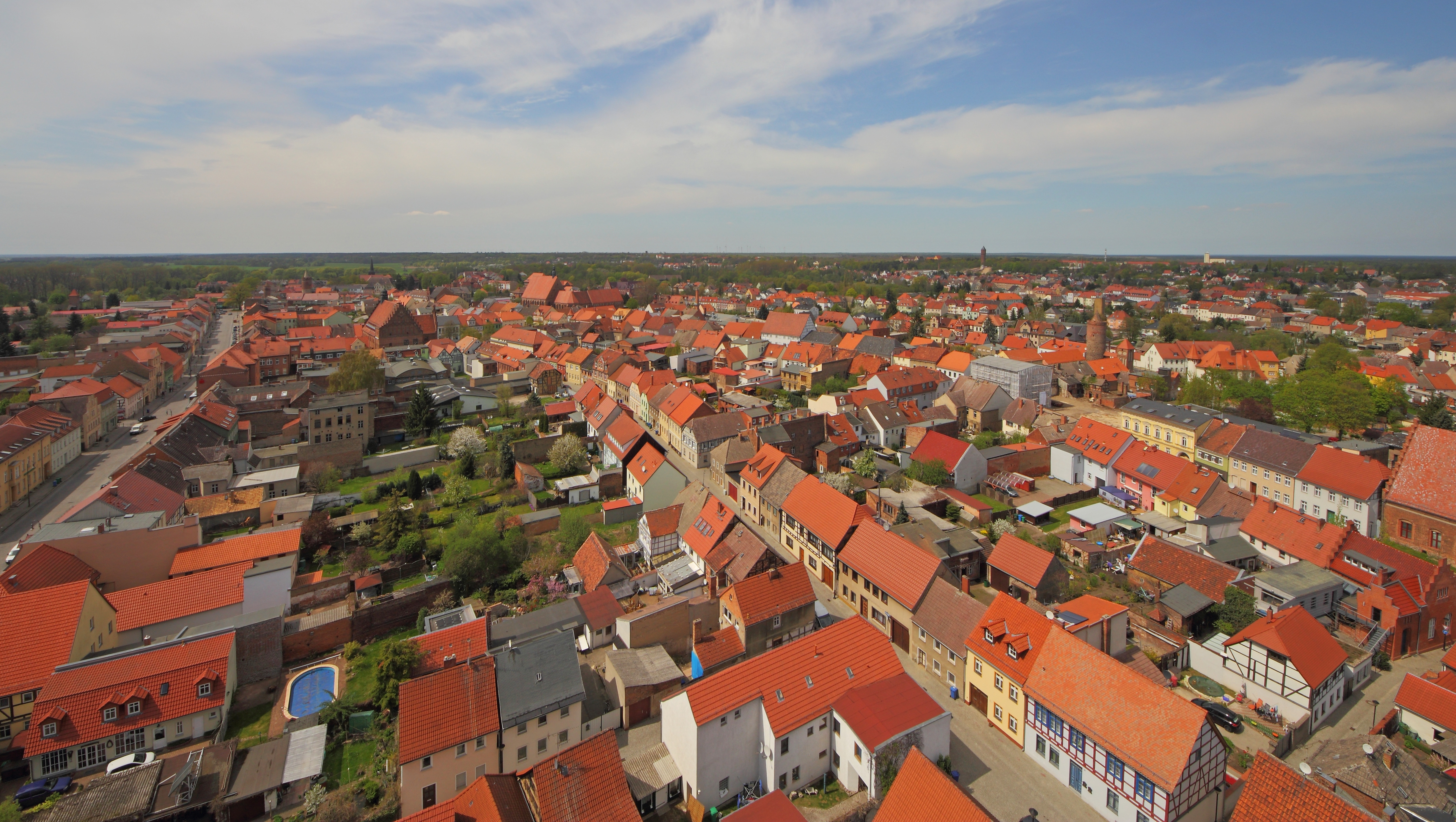
Stare Miasto w Jüterbog
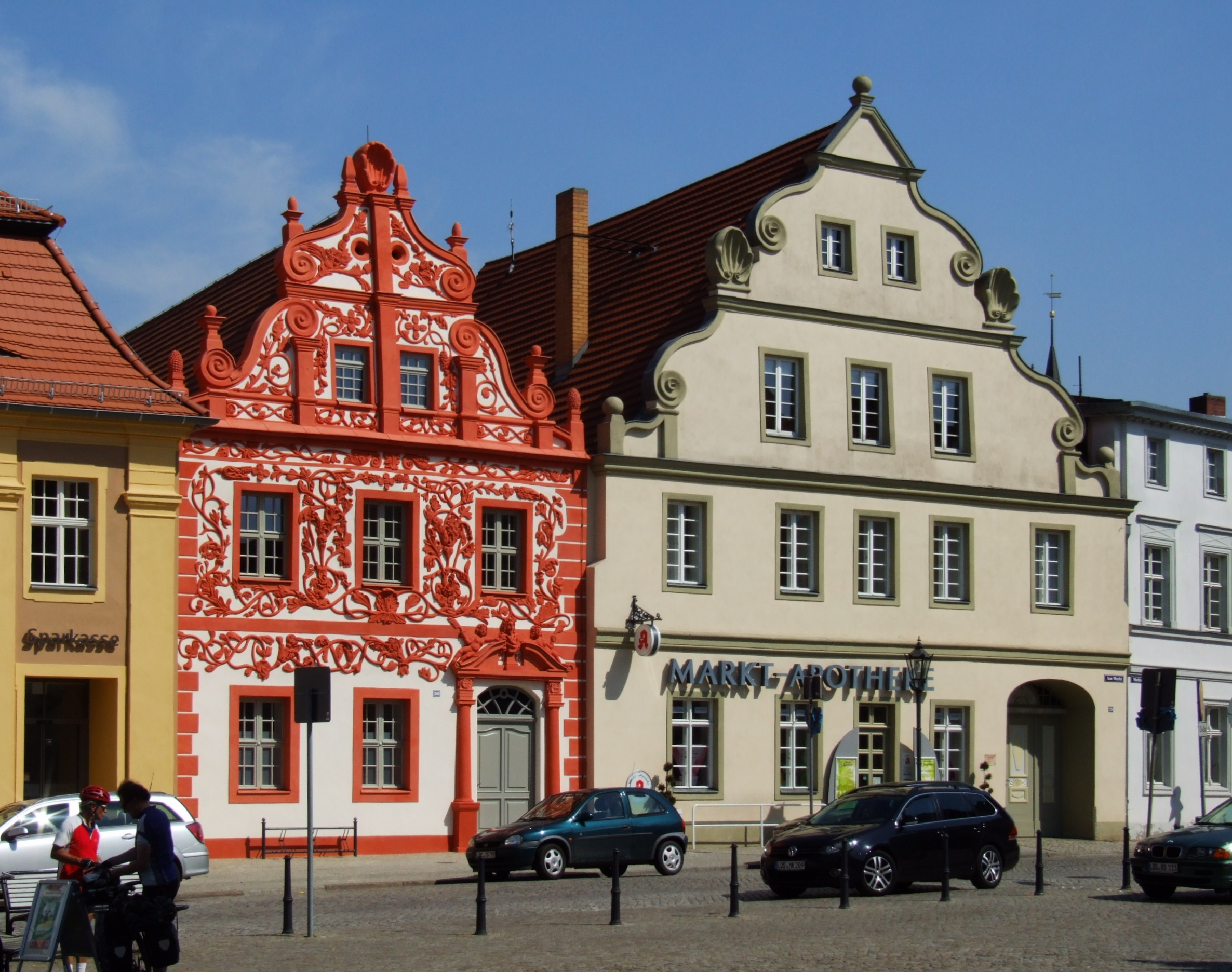
Kamienice w Luckau
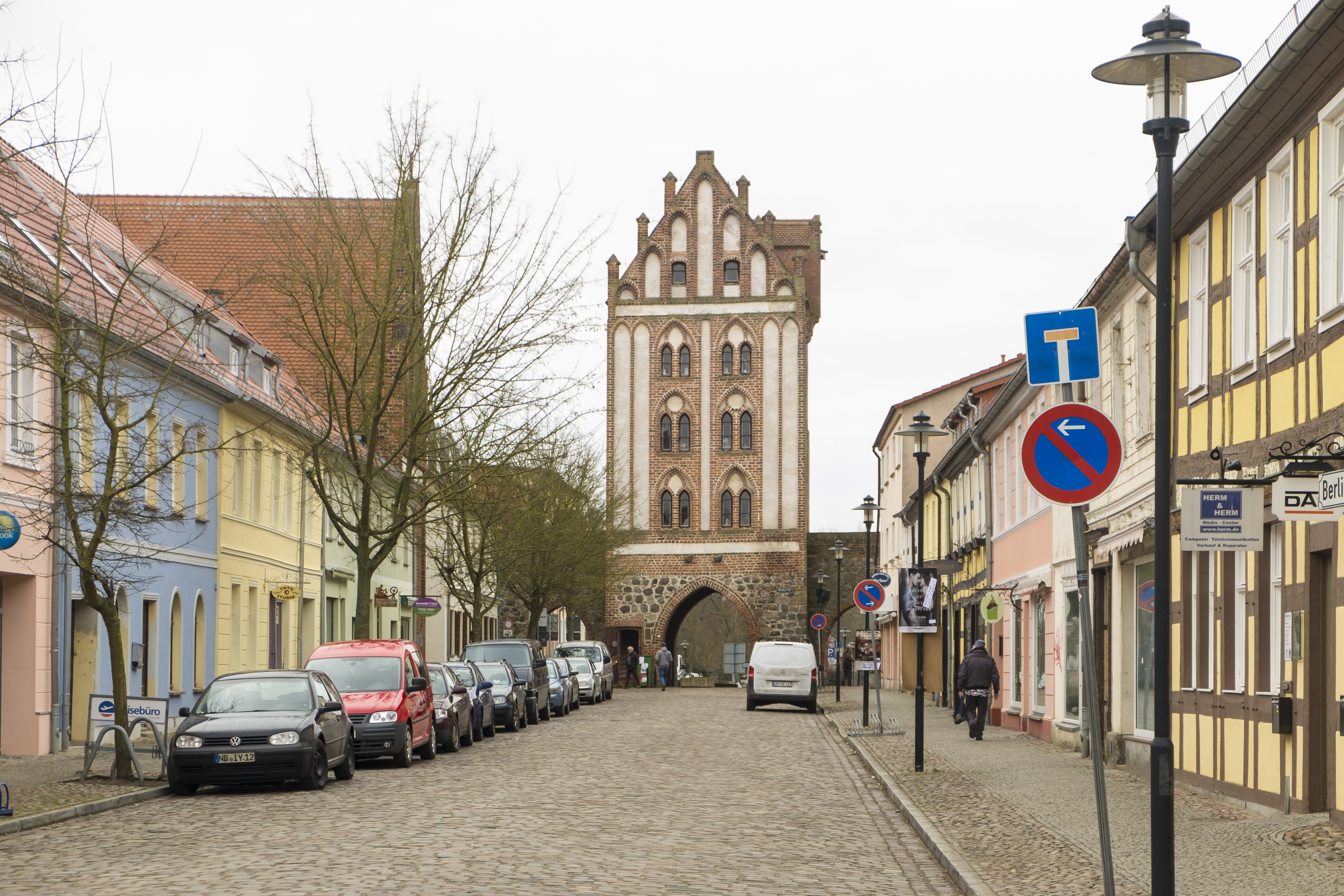
Stare Miasto w Templin
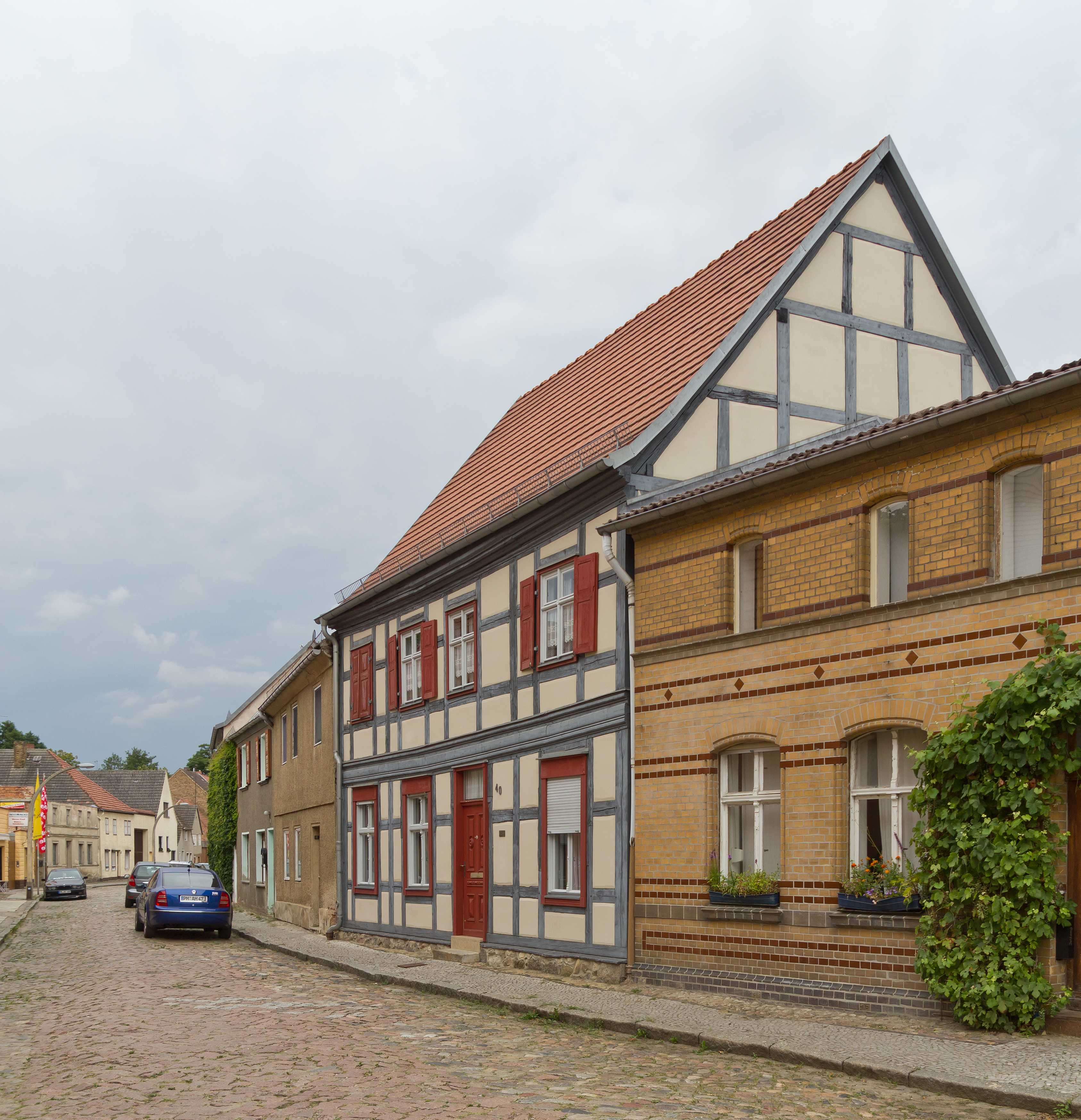
Kamienice w Treuenbrietzen
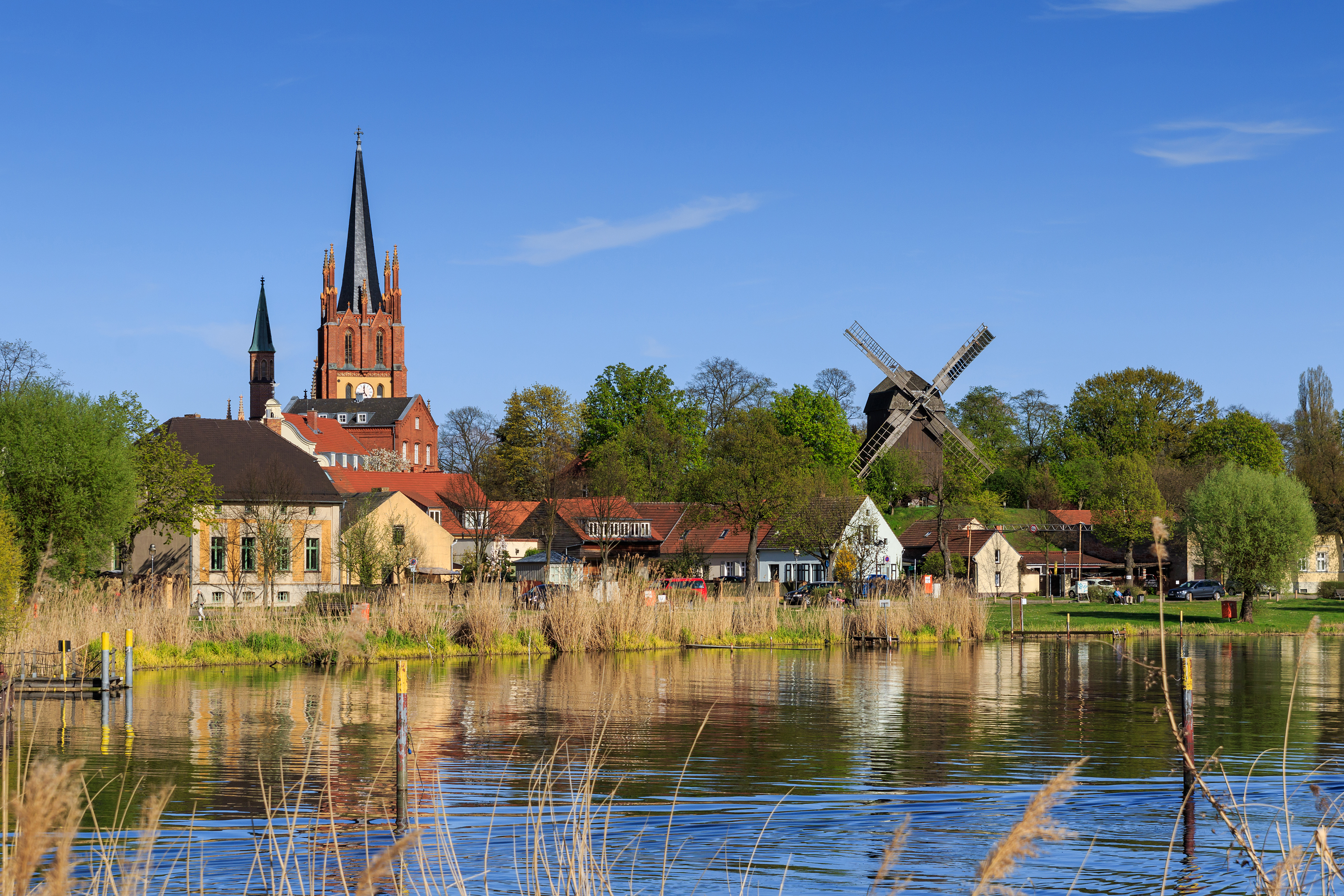
Wyspa Hawelańska w Werder
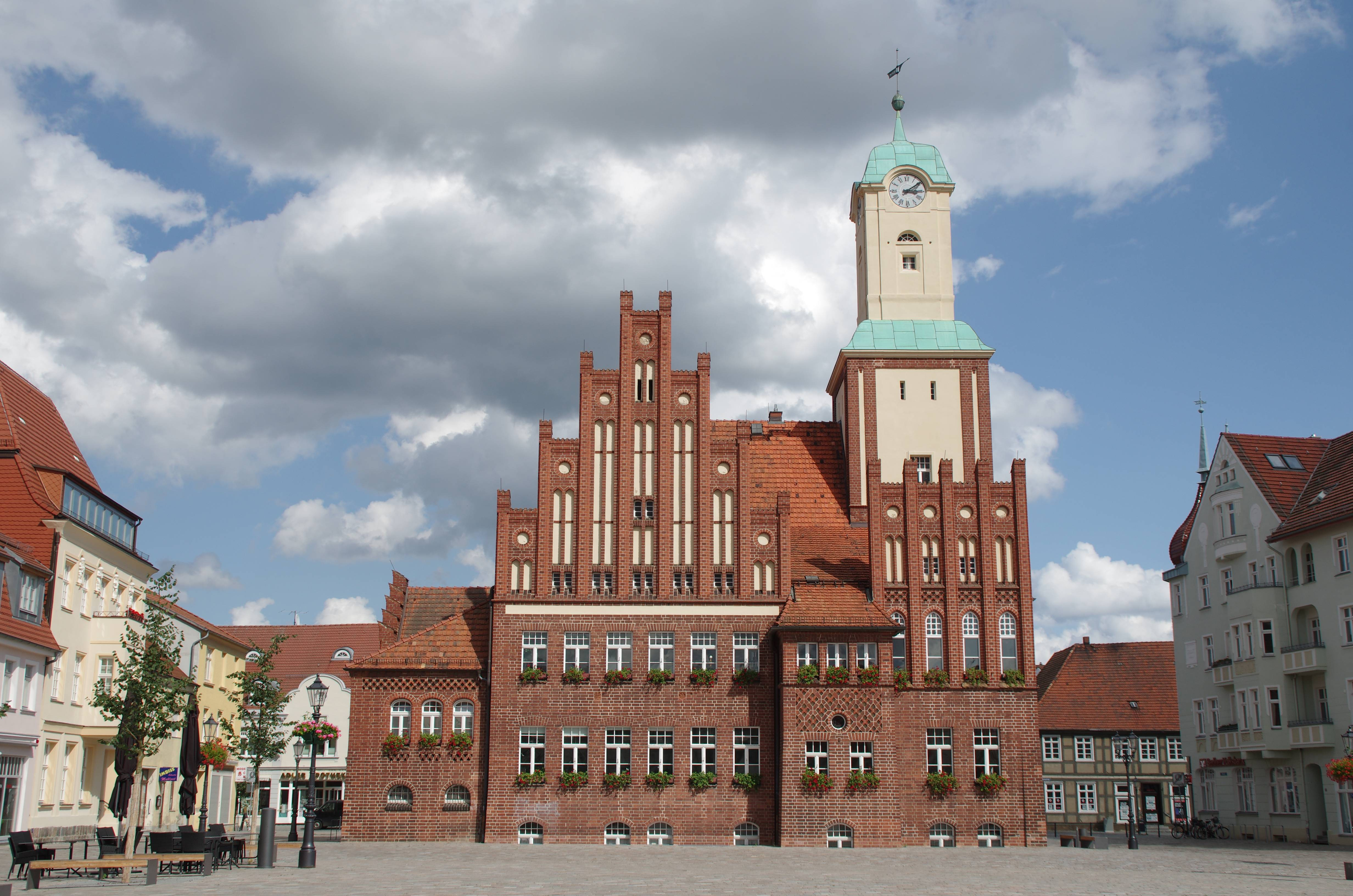
Ratusz w Wittstock

Rozwinięta jest turystyka rowerowa. Długość wszystkich dróg rowerowych szacuje się na ponad 7000 kilometrów. Do najpopularniejszych długodystansowych tras rowerowych Brandenburgii należą droga rowerowa Łaby, Międzynarodowy szlak rowerowy Odra – Nysa, droga rowerowa Berlin-Kopenhaga, droga rowerowa Berlin-Uznam i Tour Brandenburg. Noclegi rowerzystom oferuje sieć Bett+Bike, zorganizowaną przez Powszechny Niemiecki Klub Rowerowy (ADFC).

#### Okręgi turystyczne
Dla potrzeb ruchu turystycznego Brandenburgię podzielono na 13 „okręgów turystycznych”. Podział ten nie pokrywa się z podziałem administracyjnym kraju związkowego.

- okręg Dahme-Seengebiet
  - pałac w Königs Wusterhausen
- okręg Elbe-Elster-Land
- okręg Fläming
  - zamek Eisenhardt w Bad Belzig
  - zamek Rabenstein w gminie Rabenstein/Fläming
  - zamek Ziesar
  - klasztor Zinna
- okręg Havelland
  - stare miasto w Brandenburgu
  - Glindow
  - klasztor i kościół cystersów w gminie Kloster Lehnin
- okręg Niederlausitz
  - twierdza i zamek w Senftenbergu
- okręg Oder-Spree-Seengebiet
  - Bad Saarow
  - klasztor cysterski w gminie Neuzelle
- okręg Poczdam
  - zespół pałacowo-parkowy Sanssouci
  - miasteczko filmowe Babelsberg
- okręg Prignitz
  - zamek w Bad Wilsnack (uzdrowisko)
  - klasztor cysterski w gminie Heiligengrabe
- okręg Ruppiner Land
  - Neuruppin
  - pałac i park w Oranienburgu
  - pałac i park w Rheinsbergu
  - muzeum w Velten
- okręg Spreewald
  - park i pałac Branitz
- okręg Uckermark
  - stare miasto w Angermünde i Templinie
- okręg Barnimer Land
  - klasztor cysterski w gminie Chorin
- okręg Märkisch-Oderland
  - Szwajcaria Marchijska, Buckow (Märkische Schweiz)
  - Oderbruch

## Polityka
Koalicja rządząca: koalicja SPD/CDU/Zieloni
- SPD – 25 posłów
- AFD – 23 posłów
- CDU – 15 posłów
- Lewica – 10 posłów
- Zieloni – 10 posłów
- BVB/FW – 5 posłów

Ostatnie wybory: wrzesień 2019
Najbliższe wybory: wrzesień 2024

## Ochrona przyrody
W Brandenburgii duże znaczenie przywiązuje się do ochrony przyrody. W 2002 r. utworzono 15 stref ochrony przyrody: jeden park narodowy, trzy rezerwaty biosfery i jedenaście obszarów chronionego krajobrazu. Pod względem wielkości powierzchni chronionej Brandenburgia jest trzecim krajem związkowym w Niemczech.
Strefy ochrony przyrody w Brandenburgii:

- Park Narodowy Doliny Dolnej Odry (Nationalpark Unteres Odertal), pow. 106 km²
- Rezerwat biosfery Flusslandschaft Elbe-Brandenburg (Biosphärenreservat Flusslandschaft Elbe-Brandenburg), 533 km²
- Rezerwat biosfery Schorfheide-Chorin, 1291 km²
- Rezerwat biosfery Spreewald, 474 km²
- Obszar chronionego krajobrazu Barnim (Naturpark Barnim), 750 km²
- Obszar chronionego krajobrazu Dahme-Heideseen, 594 km²
- Obszar chronionego krajobrazu Hoher-Fläming, 827 km²
- Obszar chronionego krajobrazu Märkische Schweiz, 204 km²
- Obszar chronionego krajobrazu Niederlausitzer Heidelandschaft, 490 km²
- Obszar chronionego krajobrazu Niederlausitzer Landrücken, 580 km²
- Obszar chronionego krajobrazu Nuthe-Nieplitz, 623 km²
- Obszar chronionego krajobrazu Schlaubetal, 225 km²
- Obszar chronionego krajobrazu Uckermärkische Seen, 895 km²
- Obszar chronionego krajobrazu Westhavelland, 1315 km²
- Obszar chronionego krajobrazu Stechlin-Ruppiner Land, 1080 km²

## Współpraca zagraniczna
- województwo lubuskie[13][14]

W ramach Partnerstwa-Odra Brandenburgia razem z landami Berlin, Meklemburgia-Pomorze Przednie i Saksonia współpracuje z zachodnimi województwami Polski: dolnośląskim, lubuskim, wielkopolskim i zachodniopomorskim.